# Tlgadintsi

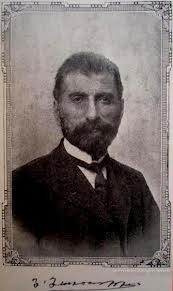
Tlgadintsi

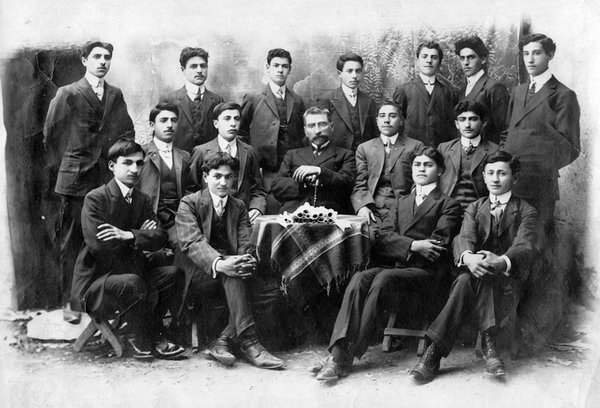
Tlgadintsi (Mitte) und die Absolventen der Zentralschule 1910

Tlgadintsi (armenisch Թլկատինցի Tghkatintsi), eigentlich Hovhannes Harutiunian (Հովհաննես Հարությունյան, * 1860 im Dorf Tlkatin, Osmanisches Reich; † 20. Juni 1915 bei Harput) war ein armenischer Schriftsteller und Lehrer. Er schrieb über das dörfliche Leben. Er war der Lehrer Rupen Zartarians und fiel 1915 dem Völkermord an den Armeniern zum Opfer.

## Frühes Leben und Bildung
Tlgadintsi wurde 1860 mit dem Namen Hovhannes Harutiunian im Dorf Tlkatin (heute Kuyulu) zehn Meilen südlich von Kharpert geboren. Sein Vater war Bauer, der starb, als Tlgadintsi noch jung war. Trotzdem konnte ihn seine Mutter Schulbildung ermöglichen. Nach Beendigung der Gemeindeschule setzte er seinen Bildungsweg an der Smpadian-Schule in Kharpert fort, wo er Klassisches Armenisch, Grammatik, Geografie und Mathematik lernte.

## Karriere
1878 schloss Tlgadintsi die Smpadian-Schule ab und arbeitete als Dorfschullehrer in Kiğı und Palu. Unmittelbar nach dem Russisch-Türkischen Krieg 1877–78, der zu weit verbreitetem Elend in der armenischen Bevölkerung führte, arbeitete er als Journalist. Auch in Çüngüş arbeitete er als Lehrer sowie als Autor, dabei schickte er in den 1880er Jahren Berichte an die Istanbuler Zeitungen „Arevelk“ und „Masis“. Er schrieb in der Zeitung „Hairenik“ einen satirischen Sketch über eine US-amerikanische Missionarin und ihre Aktivitäten in einem armenischen Dorf. Dieses Werk, das erste, das er unter dem Namen „Tlgadintsi“ veröffentlichte, wurde viel gelesen.
Tlgadintsi verbrachte sein ganzes Leben in der Umgebung von Kharpert. Seine Geschichten stellen Erlebnisse aus ganz gewöhnlichen Dörfern in den Mittelpunkt.
1887 gründete er die Schule Azgayin kedronakan varzharan in Kharpert, wurde 1888 dessen Direktor und blieb dies, mit einer Unterbrechung, bis zu seinem Tod. Die Schule stand neben der St.-Hagop-Kirche und war als Central School oder „Rotes College“ bekannt, da sie rot bemalt war. Es wurde auch einfach mit Tlgadintsis Namen bezeichnet.
1895, auf dem Höhepunkt der antiarmenischen Massaker, wurde die Schule niedergebrannt. Mit der Wiederkehr von Normalität schafften es Tlgadintsi und einige Kollegen ein paar Klassen in einem anderen Gebäude zu eröffnen. Der Umzug zurück erfolgte 1900.

## Ermordung
1915 fand Tlgadintsi Unterschlupf im Haus eines moslemischen Freundes aus der Kindheit. Später wurde er aufgegriffen und inhaftiert. Zu diesem Zeitpunkt musste er erfahren, dass seine Frau, seine sechs Töchter und sein Sohn deportiert worden waren. Am 20. Juni 1915 wurde Tlgadintsi in der Nähe seines Geburtsortes ermordet. Seine Frau und seine sieben Kinder wurden nie mehr gesehen.

## Werke (Auswahl)
- Mut ankiunneré – Roman
- Gavat me miayn – Roman
- Yes kataretsi im partke – Roman
- Geghi namakner
- Endi demen – Schauspiel
- Ktake – Schauspiel
- Zalem tghan – Drama
- Depi artasahman
- Vor yekun yeteven – Komödie